# QV27
QV 27 est un des tombeaux situé dans la vallée des Reines, dans la nécropole thébaine, sur la rive ouest du Nil face à Louxor en Égypte.

## Description
QV 27 est une tombe anonyme datant de la XVIIIe dynastie, constituée d'une chambre creusée dans du schiste argileux et reliée à la surface par un trou béant. Aujourd'hui majoritairement ensevelie sous la roche et les débris, la chambre est inaccessible et dans un état précaire. Elle est particulièrement vulnérable au ruissellement.

## Histoire
La tombe s'est effondrée durant l'Antiquité.
Elle est mentionnée pour la première fois par l'égyptologue John Gardner Wilkinson en 1828.